# بويبلو نويبو (محطة مترو أنفاق مدريد)
بويبلو نويبو (بالإسبانية: Pueblo Nuevo)‏ هي محطة مترو أنفاق في مدريد في إسبانيا، تقع على الخط رقم 7.